# Scorpaenopsis diabolus
Scorpaenopsis diabolus és una espècie de peix pertanyent a la família dels escorpènids.

## Descripció
- Fa 30 cm de llargària màxima.[3]

## Hàbitat
És un peix marí, associat als esculls de corall i de clima tropical (32°N-26°S) que viu entre 1-70 m de fondària.

## Distribució geogràfica
Es troba des del mar Roig i l'Àfrica oriental fins a les illes Hawaii, la Polinèsia francesa, el sud del Japó, la Gran Barrera de Corall i Nova Caledònia.

## Costums
És bentònic i, sovint, s'enterra parcialment al fons marí.

## Observacions
És verinós per als humans, ja que pot causar lesions doloroses amb el seu fibló.